# 及位站
及位站（日语：／ Nozoki eki */?）是位於山形縣最上郡真室川町大字及位，東日本旅客鐵道（JR東日本）的奧羽本線車站。
此車站名稱以奇特車站名稱與難讀車站而聞名。此站以南由仙台分社管轄。

## 歷史
- 1904年（明治37年）10月21日：鐵道作業局（後來為國鐵）新庄站至院內站之間開業，此站啟用。
- 1909年（明治42年）10月12日 - 制定路線名稱，此站成為奧羽本線車站。
- 1976年（昭和51年）8月1日：成為簡易委託車站。
- 1987年（昭和62年）4月1日：伴隨國鐵分割民營化，車站由東日本旅客鐵道（JR東日本）營運。
- 2004年（平成16年）3月31日：成為無人車站。

## 車站構造
車站是一座地面車站，設有1面1線的單式月台和1面2線的島式月台，共有2面3線的月台。各月台之間設有跨線橋連接。
此站是由新庄站管理的無人車站。車站大樓是一座簡單建築物，在內部設有候車室和售票處。在2004年前為簡易委託車站，當時售票處還在營業，在成為無人車站後暫停使用。

### 月台
| 月台 | 路線           | 上下行         | 方向           |
| ---- | -------------- | -------------- | -------------- |
| 1    | ■奧羽本線      | 上行           | 新庄方向       |
| 2    | ■奧羽本線      | 下行           | 秋田方向       |
| 3    | （停止使用中） | （停止使用中） | （停止使用中） |

參考

## 使用狀況
在2004年度，1日平均乘車人次為20人。
| 乘車人次變化 | 乘車人次變化 |
| 年度         | 1日平均人次  |
| ------------ | ------------ |
| 2000         | 26           |
| 2001         | 26           |
| 2002         | 25           |
| 2003         | 23           |
| 2004         | 20           |

## 車站周邊
- 國道13號（國道344號重疊區間）
- 真室川町路線巴士（日语：真室川町路線バス）「及位站」巴士站
- 主寢坂峠（日语：主寝坂峠）
- 東北中央自動車道真室川交匯處（日语：真室川インターチェンジ）

## 相鄰車站
東日本旅客鐵道（JR東日本）
■奧羽本線
大瀧－及位－院內

## 注腳
1. ↑  JR東日本:駅構内図 （页面存档备份，存于）（日語）
2. ↑  『山形県の鉄道輸送』平成26年度版 - 山形県 （页面存档备份，存于）（日語）

## 外部連結
- 車站資訊（及位）：東日本旅客鐵道（日語）